# Guisane
La Guisane è un fiume francese affluente di destra della Durance.

## Idronimo

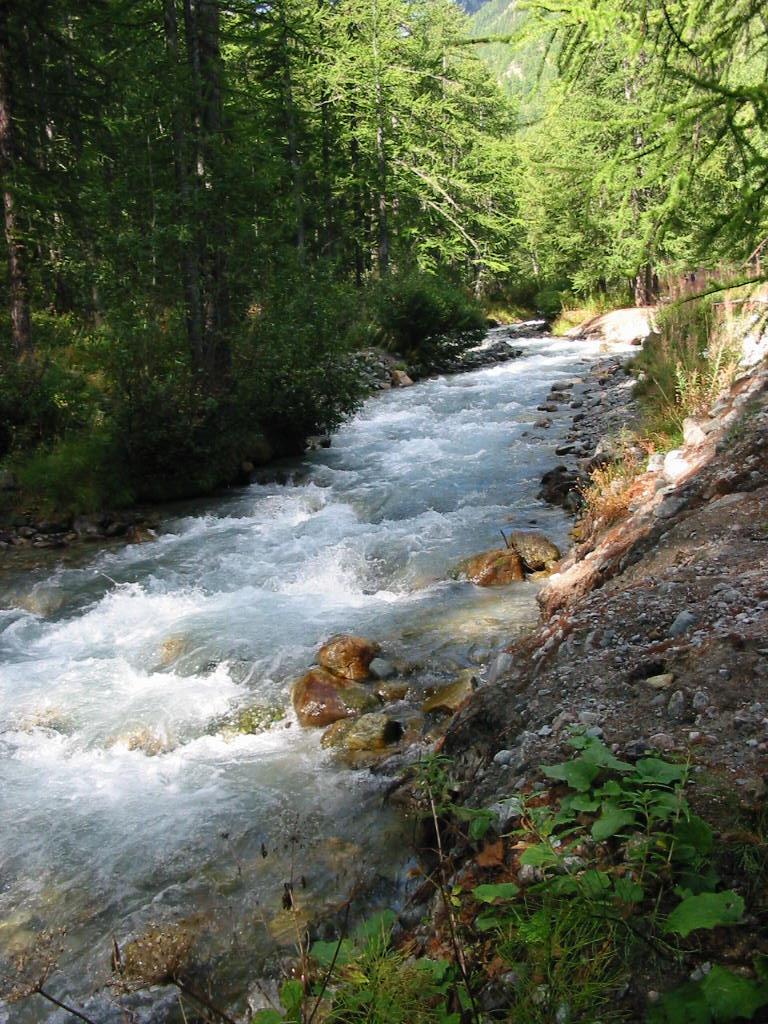
La Guisane presso il villaggio di Casset

Il suo nome deriva da Aqui Sanatio, nome latino del comune di Monêtier-les-Bains.

## Percorso
Nasce nei pressi del Colle del Lautaret, percorre la valle omonima e si getta nella Durance appena a valle di Briançon.